# Société financière internationale
Pour les articles homonymes, voir IFC.
La Société financière Internationale (SFI d'après son abréviation) est une organisation du Groupe de la Banque mondiale consacrée au secteur privé.
Créée en 1956, son capital est détenu par 185 pays membres. Sa création a été jugée nécessaire car la Société générale internationale pour la reconstruction et le développement ne pouvait accorder de prêts à des investisseurs privés. Son rôle est de faciliter le développement des entreprises dans les pays en développement, en particulier dans les marchés émergents (création d'emplois, des sociétés fiscales, d'amélioration de la gouvernance notamment)[réf. nécessaire].
La SFI est administrée par un conseil et présidée par le président du Groupe de la Banque mondiale.

Son directeur général est Makhtar Diop (en date du 1er mars 2022).